# Квашеная Саша
Cаша Ква́шеная (также известна как Ква́шеная; настоящее имя — Алекса́ндра Константи́новна Капу́стина; род. 29 июля 1999, Пречистое, Ярославская область) — российская певица, автор-исполнитель, исполнитель кавер-версий, музыкальный стример и видеоблогер, актриса дубляжа. Стала известна благодаря своему YouTube-каналу, ориентированному на создание каверов и живое исполнение песен разных жанров.

## Биография
Саша родилась 29 июля 1999 года в посёлке Пречистое Ярославской области. С раннего детства занималась музыкой, выступала в местном Доме культуры. Развивала свои вокальные данные под влиянием матери Ольги. Их совместное пение можно услышать в некоторых Сашиных видео.
В 12 лет начала публиковать кавер-версии песен во ВКонтакте, а уже в 2013 году создала YouTube-канал «Саша Квашеная», который она продолжала вести по состоянию на июль 2025 года.
В 2014 году Саша победила на всероссийском музыкальном конкурсе Kinder Music King, где ведущими были Саша Спилберг и Маша Вэй. Этот успех помог каналу Саши преодолеть отметку в 100 тысяч подписчиков.
В 2015 году губернатор Ярославской области Сергей Ястребов во время визита в Пречистое встретился с Сашей и выразил готовность оказать поддержку, если Саша продолжит заниматься музыкой.
В 2017 году переехала в Москву и начала вести музыкальные стримы. В прямом эфире она исполняла каверы самых разных песен по запросам зрителей.
29 июля 2018 года, в свой день рождения, Саша выпустила первую авторскую песню «С любовью из облаков».
В 2020 году состоялся её первый сольный концерт в клубе «Москва», где прозвучали каверы и шесть авторских песен.
С 2022 года Саша начала записывать каверы известных песен с собственными переводами на русский язык.
В декабре 2023 года издание Lenta.ru отметило, что на канал Саши подписаны уже 2,7 млн пользователей.
В феврале 2024 года песня Квашеной «Забытая радиоволна» попала в «Чартову Дюжину» и в ротацию на «Нашем радио».
Также в феврале 2024 года Саша исполнила вокальную партию в электронной кавер-версии песни «Звенит январская вьюга». Этот трек стал главной композицией саундтрек-альбома к вышедшей в том же месяце игре «Atomic Heart: Trapped in Limbo». Кавер попал в чарт Яндекс Музыки.
В апреле 2025 года Саша выпустила песню «Дыхание» с элементами фолка, попавшую в популярные плейлисты различных музыкальных стриминговых сервисов.

## Творчество
Квашеная наиболее известна своими кавер-исполнениями песен «Прекрасное далёко», «Финская полька», «Кукла колдуна» (Король и Шут), «Je veux» (ZAZ), «Звенит январская вьюга».
В 16 лет Саша записала кавер на песню «Кукушка» в версии Полины Гагариной. В 2018 году Гагарина увидела этот ролик в рамках видеообзора каверов на свои песни на официальном канале журнала Glamour Россия. Она положительно отозвалась об исполнении, отметив, что кавер набрал больше просмотров, чем её собственная версия. Певица выразила готовность спеть с Сашей дуэтом и добавила: «Саша Капустина, позвони мне».
Саша выпускает собственные песни, включая синглы «С любовью из облаков», «Весна», «Райская птичка». Основу репертуара составляют песни в жанре поп, но присутствуют и композиции в жанрах рок и фолк. Так, песня «Забытая радиоволна» попадала в чарт рок-музыки «Чартова Дюжина». Песня «Дыхание», вышедшая в апреле 2025 года, попала на обложку плейлиста Яндекс Музыки — «Блогеры, которые поют» и в топ-5 плейлиста «Фолк» VK Музыки.
С 2017 года по средам и субботам Саша проводит музыкальные прямые эфиры на площадках YouTube и Twitch, исполняя вживую каверы и авторские песни. Также устраивает гостевые песенные стримы с другими музыкантами. В гостях у Саши были разные исполнители, в числе которых участник Евровидения-2002 — Жан Милимеров, актёр и музыкант Стас Ярушин, Диана Анкудинова, Асия, polnalyubvi.
В 2020 году прошёл первый сольный концерт Саши в клубе «Москва». С того времени она продолжает периодически выступать на сцене.
Квашеная предпочитает независимый путь и не сотрудничает с продюсерами и лейблами, опасаясь потерять творческую свободу и креативный подход. Все свои песни Саша пишет сама и находит в интернете битмейкеров, которые делают финальную аранжировку.

## Участие в проектах
В 2014 году Саша стала победителем всероссийского конкурса Kinder Music King, за победу в котором специально для Саши была написана песня «Follow Me» и снят клип с её участием.
В 2016 году Сашу пригласили принять участие в озвучивании саундтрека для мультфильма «Суперкрошки», выходившего на Cartoon Network. Это был её первый подобный опыт. В 2021 году Саша озвучила персонажа Пипп Петалс в российской версии мультфильма «My Little Pony: Новое поколение». Как она позднее признавалась, озвучивать персонажей анимационных фильмов было её давней мечтой.
В 2019 году Саша снялась в рекламе «Мегафона», где исполнила музыкальную тему. Ролик транслировался на федеральных телеканалах.
В декабре 2022 года Саша совместно с компанией «Союз» записала авторскую композицию «Закон равновесия». Исполнительница является амбассадором бренда микрофонов.
В 2023 году Саша дала своё первое большое интервью на музыкальном подкасте и одноимённом канале МУЗLOFT Стаса Ярушина. По состоянию на июнь 2025 года выпуск МУЗLOFT с Квашеной собрал более 4,4 млн просмотров и оставался самым просматриваемым роликом канала, обойдя лидировавшее ранее интервью с SHAMAN. После выпуска Ярушин написал в своем канале: «Сама Вселенная меня подтолкнула познакомиться с Сашей… Эту девчонку любит аудитория… И обязательно, через какое-то время, вы увидите её на Большой сцене». Валерия, которая была одним из следующих участников МУЗLOFT, на вопрос, какой выпуск ей понравился больше всего, вспомнила выпуск с Сашей, сказав, что была удивлена.
В декабре 2023 года вышел новогодний выпуск Музлофт-концерта со Стасом Ярушиным, Сашей Квашеной и Раилем Арслановым («Хижина Музыканта»). На концерте Сашу спросили про опыт участия в других телепередачах. Певица рассказала, что предложения периодически поступают, но она себя видит далеко не в каждой программе. Саша поделилась историей о своём неудачном опыте кастинга на шоу «Голос». Приглашение принять участие в юбилейном десятом выпуске шоу «Голос» Саша отклонила.
В феврале 2024 года была выпущена кавер-версия песни «Звенит январская вьюга», исполненная Братством Атома, BassnPanda, Квашеной и при участии Atomic Heart. Композиция стала официальным саундтреком к игре «Atomic Heart: Trapped in Limbo» и попала в чарт Яндекс Музыки. Все вокальные партии в записи были исполнены Сашей Квашеной. Ранее певица исполняла ремиксы песен из оригинальной версии Atomic Heart на своих музыкальных трансляциях, включая композицию «Комарово» Игоря Скляра в фонк обработке Dvrst.

## Популярность и влияние
Согласно статье критика Алексея Мажаева, опубликованной на InterMedia, Саша Квашеная более 11 лет успешна в своей сфере. По его словам, именно она вдохновила многих других музыкальных стримеров на эту деятельность, однако достичь аналогичного уровня заработков им не удалось.
Саша проводит благотворительные музыкальные стримы. 14 июня 2024 года провела благотворительный стрим в поддержку учеников ресурсных классов — подопечных фонда «Искусство быть рядом». 30 декабря 2024 года в рамках акции «Волшебство рядом» в поддержку детей с аутизмом Саша провела новогодний музыкальный стрим, собрав свыше 200 тысяч рублей за один вечер.
В 2025 году Сашина песня «Весна» была включена в программу «Территория музыки» Московского Губернского театра.
Саша Квашеная регулярно проводит концерты в Москве.
По данным SocialBlade, по состоянию на июнь 2025 года канал Саши Квашеной занимал 15-е место в списке «Top 100 Music YouTube Creators in Russian Federation by Subscribers» с 4,26 млн подписчиков и 35-е место в списке «Top 100 Music YouTube Creators in Russian Federation by Views» с 1,35 млрд просмотров.

## Восприятие и критика
Музыкальный обозреватель Алексей Мажаев в статье на портале InterMedia приводит мнение критика Александра Уманчука, который считает, что экспрессивная манера поведения Квашеной на стримах иногда граничит с переигрыванием, но помогает удерживать внимание аудитории. Критик также положительно оценивает вокальные данные Саши и её умение исполнять композиции в разных стилях. Уманчук высказывает пожелание чаще видеть певицу на телепроектах и за пределами стримов, хотя, с его слов, сама исполнительница пока не проявляет интереса к этому.
По мнению редактора «Звук» Лизы Журавлёвой, Квашеная исполняет широкий репертуар — от Бьянки до Марка Бернеса. Она отмечает не только сильный голос певицы, но и её индивидуальный стиль. Журавлёва также указывает, что у Квашеной сформировалось активное фанатское сообщество, называющее себя «Квашляндия».

## Личная жизнь
О личной жизни Саша предпочитает не распространяться. Публичная информация о том, состоит ли она в отношениях, отсутствует.
По собственным словам, Саша считает, что неправильно транслировать свои отрицательные эмоции на других людей, поэтому на своих стримах и видео она старается оставаться позитивной и весёлой. Однако, как признавалась в интервью, в обычной жизни ей свойственны разные эмоции, и порой она грустит.
На щеке певицы расположены родинки, по форме напоминающие созвездие Большой Медведицы.

## Дискография
По состоянию на июнь 2025 года у Саши выпущены 19 авторских песен и 3 совместных трека (включая один кавер).
| Год  | Название               |
| ---- | ---------------------- |
| 2018 | «С любовью из облаков» |
| 2018 | «Мармелад»             |
| 2020 | «Невидимка»            |
| 2020 | «Ночная колыбельная»   |
| 2020 | «Останься»             |
| 2020 | «Бессонница»           |
| 2020 | «На дне»               |
| 2020 | «Ненавижу расстояния»  |
| 2021 | «Весна»                |
| 2021 | «Туманный взгляд»      |
| 2022 | «Нелюбовь»             |
| 2023 | «Закон равновесия»     |
| 2023 | «Сомнения»             |
| 2023 | «Каждый знает»         |
| 2023 | «Рядом с тобой»        |
| 2023 | «Забытая радиоволна»   |
| 2023 | «Райская птичка»       |
| 2025 | «Дыхание»              |
| 2025 | «Не друг, не враг»     |

| Год  | Название                                                                        |
| ---- | ------------------------------------------------------------------------------- |
| 2022 | «Знаешь» (совместно с СахарСоСтеклом)                                           |
| 2023 | «У подъезда твоего» (совместно с Хижина Музыканта)                              |
| 2024 | «Звенит январская вьюга» (совместно с Братство Атома, BassnPanda, Atomic Heart) |